# Ptychomitrium depressum
Ptychomitrium depressum là một loài rêu trong họ Ptychomitriaceae. Loài này được (Müll. Hal.) Paris mô tả khoa học đầu tiên năm 1900.